# Infanteriegewehr
Infanteriegewehr ist eine Sammelbezeichnung zur Typologie für Handfeuerwaffen, die auf die Einführung in größeren Mengen bei der Infanterie zurückgeht. Die technischen Eigenschaften sind variabel und wurden den Erkenntnissen der waffentechnischen Entwicklung sowie den Fertigungsmöglichkeiten angepasst.

## Vorgeschichte
Frühe Vorläufer von Infanteriegewehres war die schwere Büchse, welche als Arkebuse bekannt war. Zu Beginn des 15. Jahrhunderts waren diese Waffen mit einer primitiven Zündvorrichtung versehen. Um 1440 revolutionierten diese Gewehre in Europa erstmals durch die Entwicklung des Luntenschlosses. Die leichte Büchse, welche als Muskete  oder Kammerbüchse bezeichnet wurde, war in der zweiten Hälfte des 17. Jahrhunderts wichtigster Teil der Infanteriebewaffnung. Diese wurden in allen damaligen Schlachtfeldern Europas, Asiens und in den überseeischen Ländern eingesetzt. Die Muskete wurde bis ins 20. Jahrhundert als Infanteriegewehr bezeichnet.
In der ersten Hälfte des 16. Jahrhunderts entstanden Waffen mit Funkenzündung. Die erste Zündvorrichtung, welche diese Zündung ermöglichte, war das Radschloss. Der Begriff der Arkebuse wandelte sich ab diesem Zeitpunkt zur leichten Radschlossbüchse. Anfang des 17. Jahrhunderts folgte ein weiteres Zündsystem, das sogenannte Steinschloss. Die Infanterie nutzte es bis in die erste Hälfte des 19. Jahrhunderts. Während des 18. Jahrhunderts waren Infanteriegewehre mit Batterieschloss, welche in unterschiedlichen Ländern hergestellt wurden, einander sehr ähnlich. Sie unterschieden sich in Details, wie Material und Verzierungen. Nachfolgende Waffen sind in der Mitte des 19. Jahrhunderts mit Zündnadelzündungen erschienen. 1835 entwickelte Johann Nikolaus von Dreyse das Zündnadelgewehr.

## Geschichte

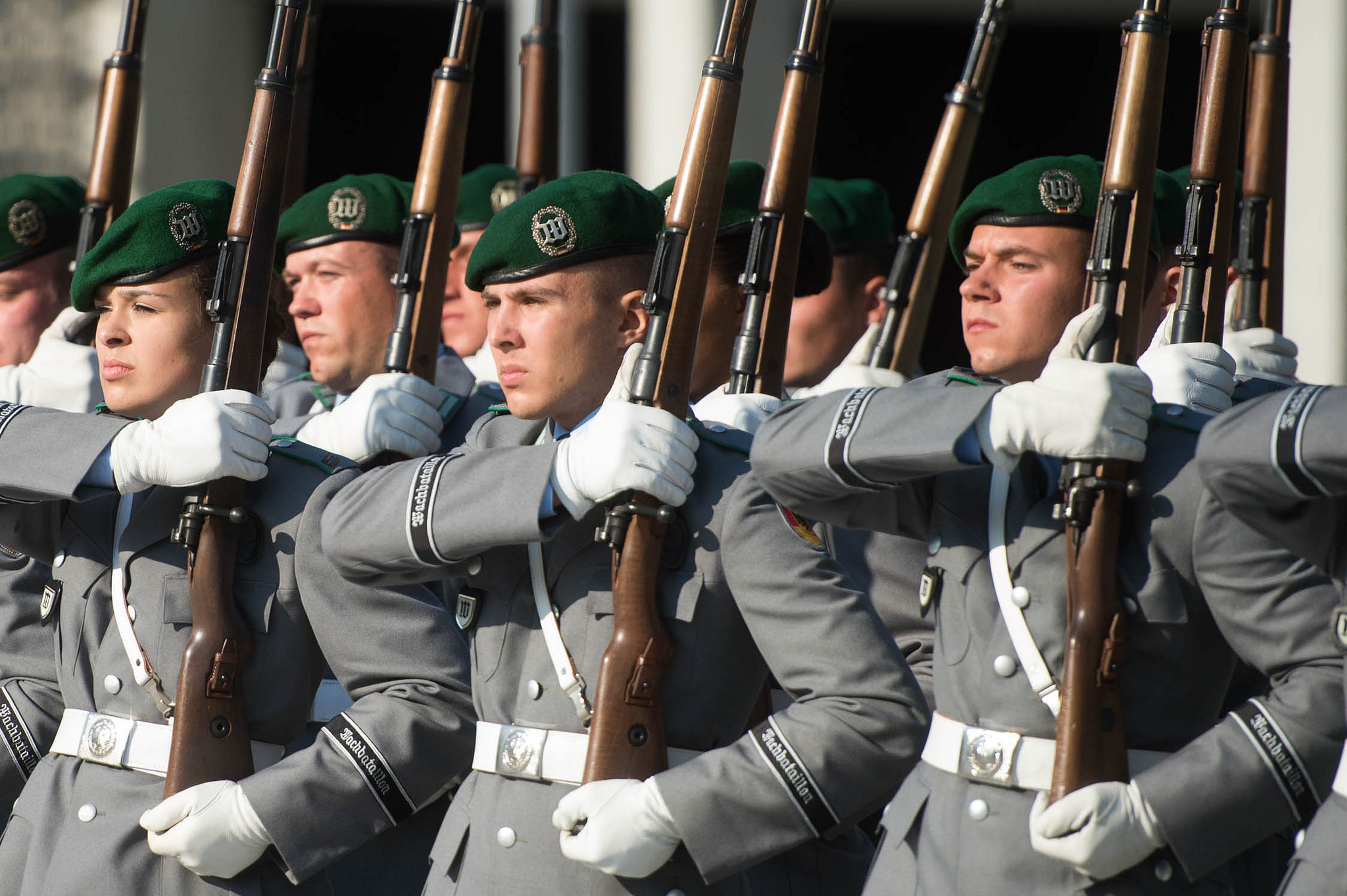
Die letzten Infanteriegewehre bei der Bundeswehr im Wachbataillon.

Am Anfang des 19. Jahrhunderts verzeichnet die Literatur den Wechsel von früheren Gewehrarten wie glatte Büchsen oder Kammerbüchsen hin zu Typen, die auf Hinterlader umgerüstet wurden.  Nach dem Ersten Weltkrieg wurden Infanteriegewehre in Europa weitestgehend durch automatische Handfeuerwaffen abgelöst. Im 21. Jahrhundert existieren Infanteriegewehre wie das Gewehr 98 lediglich beim Wachbataillon beim Bundesministerium der Verteidigung und vergleichbaren Einheiten in anderen Ländern. Sie werden für den militärischen Gruß mit der Waffe, zu Parade- und Salutzwecken genutzt.